# América de Natal (RN)
Az América Futebol Clube, röviden América (RN), vagy América de Natal egy brazil labdarúgócsapat, melyet 1915. július 14-én alapítottak Natalban. Rio Grande do Norte állam bajnokságában, a Potiguar Primeira Divisão és az országos bajnokság harmadosztályának tagja.

## Sikerlista

### Állami
- 35-szörös Potiguar bajnok: 1919, 1920, 1922, 1926, 1927, 1930, 1931, 1943, 1946, 1948, 1949, 1951, 1952, 1956, 1957, 1967, 1969, 1974, 1975, 1977, 1979, 1980, 1981, 1982, 1987, 1988, 1989, 1991, 1992, 1996, 2002, 2003, 2012, 2014, 2015